# Гофинтендантская контора
Гофинтенда́нтская конто́ра — в Российской империи часть Министерства Императорского Двора, ведавшая всеми строительно-хозяйственными вопросами императорского двора. Включала камер-цалмейстерскую контору, отвечавшую за убранство и меблировку императорских дворцов,  гоф-штаб-квартирмейстерскую часть, отвечавшую за размещение придворных служителей во дворцах и на обывательских квартирах, городские дворцовые магазины, а также некоторые придворные здания и селения.

## История
3 марта 1732 года была учреждена должность гоф-интенданта, к ведению которого 1 сентября 1832 г. отнесены сооружение и содержание дворцовых зданий.
12 марта 1746 г. Гоф-интендантская контора была подчинена Канцелярии от строений (с 1769 г. переименованной в Контору от строений е. и. в. домов и садов). А 7 марта 1797 г. произошло обратное переподчинение, и Контора от строений была преобразована в Гоф-интендантскую контору.
В первой четверти XIX века из ведения конторы были последовательно изъяты Царскосельское дворцовое управление (23 апреля 1817 года), Петергофское дворцовое управление (7 июня 1817 года), а также управление строительством на Каменном острове (9 января 1825 года).
15 декабря 1826 года в Гоф-интендантскую контору из Придворной конторы были переданы штат и дела Камер-цалмейстерской части по убранству зданий (с 14 марта 1827 г. — придворная Квартирмейстерская часть).
Устав Гоф-интендантской конторы, был утверждён спустя более чем 100 лет с момента её основания, 27 марта 1833 года.
Гоф-интендантская контора была упразднена 21 апреля 1851 года, при этом заведование петербургскими дворцами было передано Придворной конторе, заведование Тивдийскими и Рускольскими мраморными ломками — Кабинету Е. И. В., заведование Путиловским и Никольским селениями мастеровых, а также «плитным в с. Никольском заведением» — Царскосельскому дворцовому управлению.

## Структура
Контора делилась на три экспедиции.
Первая экспедиция занималась ведением дел по личному составу, комплектованием строительных команд и мастеровых, составлением годовых смет. Здесь же проводилось следствие и велись дела о преступлениях по должности, дела о взысканиях с чиновников и служителей по частным претензиям, журналы и реестры входящих и исходящих бумаг.
Вторая экспедиция заведовала производством строительных и ремонтных работ, отвечала за предотвращение пожаров во всех подведомственных конторе дворцовых зданиях, заключала подряды, занималась заготовлением материалов и наймом вольных мастеровых для строительных работ, содержанием оранжерей садов и аллей, наблюдением за состоянием дворцовых помещений, устройством иллюминаций и тому подобными вопросами. Эта же экспедиция управляла находившимися в ведении конторы селениями мастеровых, а также занималась определением мастеровых на работы и выплатой им заработной платы. Здесь же велись дела по заводам, каменоломням и другим промышленным заведениям конторы; вторая экспедиция осуществляла хранение и продажу мрамора и изделий из аспидного сланца, заведовала чертёжной частью,  делами по школе, о мастеровых и о работе на мастеровом дворе, делами по должности камер-цалмейстера во всех дворцах и дворцовых зданиях, составлением описей вещам, мебели и утвари, находящимся во дворцах и дворцовых зданиях.
Третья экспедиция вела счетоводство, бухгалтерию и казначейские дела.
С 27 марта 1833 г. по 21 апреля 1851 г. в Гоф-интендантской конторе существовало также общее присутствие (заседание), состоявшее из президента (обер-шталмейстера), вице-президента и четырёх советников.
Архив гоф-интендантской конторы хранил бумаги конторы за все время её существования.

## Президенты и управляющие Гоф-интендантской конторой
- Иван Андреевич Тизенгаузен (1745—1815) — с 1796 по 1798 годы[4]
- Ардалион Александрович Торсуков (1754—1810) — с 1798 (?) по 1810 годы[5]
- Юлий Помпеевич Литта (1763—1839) — с 1810 по 1817 (?) годы
- Пётр Романович Альбедиль (1764—1830) — с 1817 по 1830 годы
- Дмитрий Николаевич Дурново (1769—1834) — с 1830 по 1834 годы
- Павел Иванович Кутайсов (1780—1840) — с 1834 по 1838 годы[6]
- Фёдор Петрович Опочинин (1778—1852) — с 1840 по 1849 годы
- Сергей Сергеевич Гагарин (1795—1852) — с 1849 по 1851 годы